# Batalla de Mühlberg
La batalla de Mühlberg tuvo lugar el 24 de abril de 1547 en esta localidad alemana, en el marco de la guerra de Esmalcalda, entre las tropas de Carlos I de España y V del Sacro Imperio Romano Germánico  y las de la Liga de Esmalcalda, con el triunfo de las primeras.
La batalla puso fin a la guerra y llevó a la disolución de la Liga homónima.

## Antecedentes
La Reforma luterana estaba creando una escisión no solo religiosa, sino también política en el seno del Sacro Imperio Romano Germánico. Los opositores al emperador Carlos V formaron la Liga de Esmalcalda y desafiaron la autoridad imperial. Carlos y su hermano el archiduque Fernando (futuro emperador) se unieron para combatir contra la Liga. Por razones no confesionales, sino estratégicas, contaban con el apoyo del protestante duque Mauricio de Sajonia. Las tropas de los Habsburgo estaban compuestas por 8000 veteranos de los tercios españoles: el Tercio de Hungría, con 2800 infantes a las órdenes del maestro de campo Álvaro de Sande; el Tercio de Lombardía, con 3000 hombres al mando de Rodrigo de Arce, y el Tercio de Nápoles, con poco más de 2 000 soldados, dirigido por Alonso Vivas a las órdenes del duque de Alba, Fernando Álvarez de Toledo, 16 000 lansquenetes alemanes, 10 000 italianos comandados por Octavio Farnesio y otros 5000 belgas y flamencos capitaneados por el conde de Buren, Maximiliano de Egmont. En total, 44 000 soldados de infantería a los que hay que añadir otros 7000 de caballería.

La Liga contaba con una fuerza similar mandada por Juan Federico I Elector de Sajonia y Felipe el Magnánimo, el landgrave de Hesse.

## La batalla

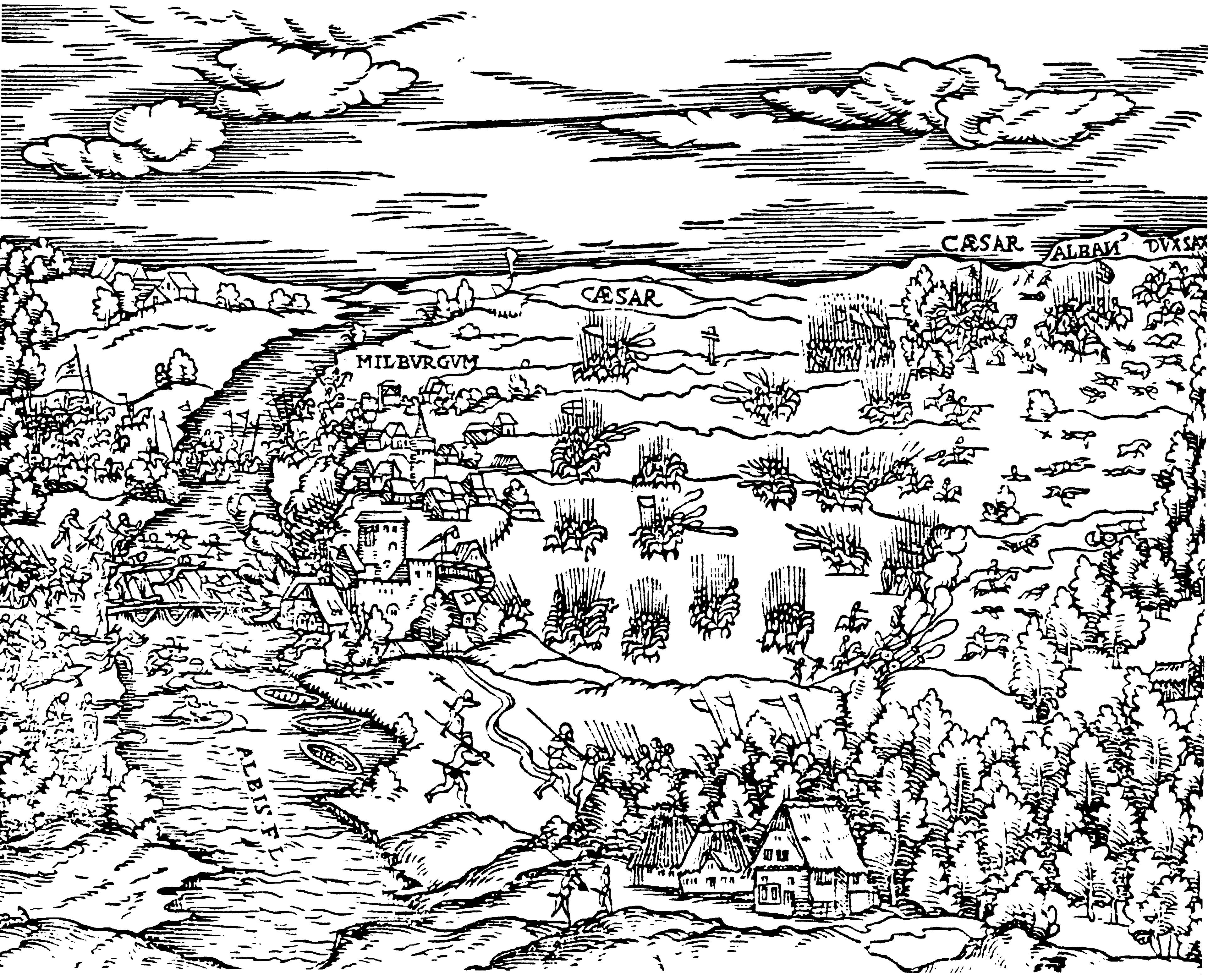
Batalla de Mühlberg, xilografía de Luis de Ávila y Zúñiga, 1550.

El emperador Carlos sufría de gota y su ejército había sufrido bajas tras la deserción de tropas papales que habían colaborado al inicio de la campaña. Además, las fuerzas del Elector de Sajonia eran mayores. Sin embargo, Juan Federico, con el objetivo de suscitar un levantamiento protestante y antimperial en Bohemia, tomó la decisión de dividir a su ejército y mandar a una parte importante a dicho territorio.
Las tropas de la Liga estaban acampadas a orillas del río Elba, en las proximidades de la actual localidad de Mühlberg an der Elbe, hoy perteneciente al estado alemán de Brandeburgo y en aquella época al de Sajonia. Habían destruido los puentes que comunicaban con la otra orilla y se consideraban protegidas por el caudaloso río, cuya barrera les parecía infranqueable.
Carlos V llegó al río Elba a la cabeza de su ejército al atardecer del 23 de abril. Pese a la opinión disconforme de sus generales, decidió atacar a las fuerzas enemigas, que descansaban a poca distancia. Al amanecer del 24 de abril, la vanguardia del ejército imperial comenzó a moverse, buscando una manera de que todas las tropas pudieran cruzar el río. Aprovechando la oscuridad de la noche y la densa niebla que poblaba la zona, pequeños grupos de veteranos españoles e italianos cruzaron a nado y eliminaron a los pocos centinelas sajones que vigilaban la otra orilla. Mientras tanto, destacamentos de los tercios de Lombardía y Nápoles, siguiendo el plan trazado por el duque de Alba, y con ayuda de un pastor local, descubrieron un vado por el cual podrían cruzar el Elba. Además, los grupos de soldados que ya se encontraban al otro lado, impidieron la voladura de un puente flotante, que fue inmediatamente usado por la caballería imperial para cruzar.
Según algunas fuentes, Juan Federico consideraba que un ataque era tan poco probable que ordenó a varios de sus comandantes que asistieran a misa. De este modo, los sajones fueron tomados completamente por sorpresa. Tan pronto como tuvo noticia del avance imperial, el Elector pensó en retirarse hacia Wittenberg. No obstante, su ejército no estaba preparado para un movimiento tan repentino, por lo que ordenó a sus tropas que se prepararan para luchar.
Las fuerzas de la Liga se desplegaron apresuradamente en la linde de un bosque, tratando de impedir que la caballería les rodeara y de esta forma tener una ruta de escape. El emperador llegó al campo de batalla y arengó a sus soldados, exhortándoles a enfrentarse a los protestantes. Debido a su enfermedad, no podía montar a caballo, tal y como le representó Tiziano. De hecho, tuvo que ser trasladado en una camilla y asistió a la batalla desde la retaguardia.
El enfrentamiento principal comenzó la tarde del 24 de abril. El ejército sajón, formado en su mayoría por campesinos, pudo repeler los primeros asaltos de la caballería húngara del emperador, pero el mayor número y la mejor preparación de los soldados imperiales fue decisiva. Una vez que los débiles flancos de la Liga hubieron caído, los tercios, situados en el centro de la formación, avanzaron y pusieron en huida al grueso de las fuerzas de Juan Federico. El Elector de Sajonia fue herido en la cara y hecho prisionero. La mayor parte de sus soldados resultaron muertos o capturados.

## Consecuencias
La Liga de Esmalcalda quedó disuelta y sus jefes encarcelados en el castillo de Halle; a Mauricio de Sajonia se le otorgó el cargo de elector, y Carlos V salió triunfante y reforzado en su poder imperial. Sin embargo, esta euforia no fue muy duradera, ya que los príncipes alemanes se aliaron con Enrique II de Francia en el Tratado de Chambord, quien tomó las plazas imperiales de Metz, Toul y Verdún, al tiempo que los turcos conquistaban Trípoli y Mauricio de Sajonia traicionaba la confianza de su emperador Carlos y le atacaba en Innsbruck, pudiendo escapar por los nevados pasos de los Alpes para salvarse en Italia. 
La huida de Innsbruck supuso una humillación para el emperador y además fracasó estrepitosamente al intentar recuperar Metz (1553). La solución definitiva se alcanzó en la Paz de Augsburgo de 1555, por la que cada príncipe podía determinar la religión de su territorio (cuius regio, eius religio), y la posición del emperador quedó irremediablemente debilitada en el interior del Imperio.